# 无脉薹草
无脉薹草（学名：Carex enervis）为莎草科薹草属的植物。分布于蒙古、俄罗斯西伯利亚以及中国大陆的四川、甘肃、西藏、云南、青海、山西、黑龙江、新疆、吉林、内蒙古等地，生长于海拔2,460米至4,500米的地区，一般生长在沼泽草地、潮湿处和草甸。

## 亚种
川西北薹草（学名：Carex enervis subsp. chuanxibeiensis）为莎草科薹草属无脉薹草的亚种。分布在中国大陆的四川西北部等地，生长于海拔3,200米的地区，多生在草地。